# Эрте
Рома́н Петро́вич Ты́ртов (псевд. Эрте́, фр. Erté; 23 ноября (4 декабря) 1892, Санкт-Петербург — 21 апреля 1990, Париж) — художник, график, иллюстратор, сценограф, модельер, скульптор эпохи ар-деко русского происхождения, работавший в Париже и Голливуде. Стал известен под псевдонимом Эрте́ (фр. Erté, составлен из первых букв имени и фамилии), который взял, «чтобы не позорить семью».

## Биография
Потомок старинного дворянского рода, берущего начало от татарского хана Тырта. Отец — генерал-лейтенант флота, начальник Морского инженерного училища Пётр Иванович Тыртов, мать — Наталия Михайловна Николенко украинка ,  из казачьего рода, сестра Николая Михайловича Николенко. Мать была для Тыртова первой моделью — уже в пять лет он создавал для неё одежду при помощи семейной портнихи.
Роман Тыртов родился в Санкт-Петербурге и с раннего возраста проявлял интерес к театру, живописи, графике и дизайну одежды, несмотря на то, что отец настаивал на продолжении семейной традиции и службе во флоте. Когда он окончательно выбрал живопись, мать представила его Илье Репину, который, в свою очередь, порекомендовал Тыртову в учителя своего ученика. Он брал частные уроки у художника Дмитрия Лосевского, занимался классическими танцами у балерины Марии Петипа́. В 1900 году, ещё мальчиком, побывал на Всемирной выставке в Париже.
В 1912 году навсегда уехал из России. Первое время работал специальным корреспондентом для журнала «Дамский мир», писал заметки и делал зарисовки. Жил в Париже, во время Первой мировой войны — в Монте-Карло. Постоянным спутником жизни Тыртова был Николай Урусов (17 декабря 1879 — 8 апреля 1933), с которым он проживал до самой смерти князя. Урусов, дальний родственник Тыртова, принял на себя обязанность управляющего делами художника и умер в 1933 году, порезавшись шипом розы, от заражения крови. В 1923 году Тыртов смог выписать из России к себе в Париж своих родителей. Некоторое время проживал с помощником и секретарём Акселем из Дании, но после того, как Аксель проиграл на бегах деньги, принадлежавшие Эрте, художник уволил его и до конца жизни жил один.
В 1990 году, находясь на Маврикии, Тыртов заболел и, вернувшись в Париж, скончался в возрасте 97 лет.

## Творчество
В 1912 году Роман Тыртов по окончании гимназии уехал в Париж. В 1912 году попробовал свои силы в небольшом Доме Моды «Каролин», где ему сообщили, что он не подходит для создания эскизов костюмов. Тыртов отправил свои наброски Полю Пуаре, которого выбрал за яркость красок и нестандартный подход к моделям. С 1913 года работал в Доме моды Поля Пуаре. В 1914 году пытался создать свой дом моды, но Пуаре подал на него в суд и выиграл процесс. В 1914 году, в 22 года, он разрабатывает дизайн костюмов для представления «La Musée Cubiste», которое давали в парижском мюзик-холле «Plus Plusa Change».
В 1920-е годы был одним из ведущих художников стиля «ар-деко». Создавал костюмы для Анны Павловой, Мата Хари (для спектакля «Минарет» в театре «Ренессанс»), Лиллиан Гиш, певицы Ирен Бордони, танцовщицы Габи Дезли. В 1922 году планировал заключить контракт с Дягилевым, но по совету самого Дягилева выбрал более финансово перспективное предложение от американцев. В 1925 году приглашен в Голливуд, на студию «Метро-Голдвин-Майер». Работал с Рэндольфом Херстом, создавая декорации для его фильмов (в частности, «Беспокойный секс»), однако после приглашения из Голливуда на съёмки фильма про Париж, он отказался от сотрудничества, посчитав, что режиссёры и сценаристы ничего не знают о настоящей жизни в Париже. С этого времени он переключился также на дизайн предметов промышленного искусства: он проектирует мебель, светильники и другие предметы интерьера в рамках сотрудничества с журналом Art et Industrie.
С 1915 по 1936 год работал для журнала Harper’s Bazaar, выполняя иллюстрации и обложки, которые стали настоящим феноменом искусства Ар-деко. Для Harper’s Bazaar он создал 2500 эскизов и более 240 обложек. Во время Второй мировой войны занимался созданием декораций и костюмов для театров Лондона и Парижа, продолжал сотрудничество с театрами и позднее, в 1950-60 х годах (La Plume de Ma Tante в Лондоне, спектакли и шоу в Нью-Йорке). Был прозван американскими журналистами королём мюзик-холлов за большое количество фантастических костюмов и декораций для бродвейских постановок. Среди его нововведений — платье с асимметричным декольте в 1921 году, а также шёлк, парча и бархат в создании мужских костюмов (для 1929 года это было новинкой) и создание стиля, который позднее назовут унисекс — использование для мужских и женских моделей одинаковых силуэтов и линий.
С 1935 года проживал в своей квартире на Буа-де-Булонь в Париже, где ежедневно рисовал под музыку Шуберта и Бетховена. В этом квартале в 30-е годы проживали князья Юсуповы, герцоги Виндзорские. Квартира Эрте была оформлена также в стиле ар-деко, с зеркалами, расписанными Эльзой Скиапарелли. В 1940—1960-х годах — скульптор, график (автор серий «Живописные формы», «Цифры» и «Алфавит»), сценограф (в частности, оформлял балеты Ролана Пети), декоратор интерьеров. Также создавал скульптуры из бронзы, ювелирные изделия. Изготавливал металлические статуэтки с добавлением дерева и стекла, раскрашивал их красками, затем переключился на создание бронзовых статуэток, стараясь добиться точности в воспроизведении в металле фактуры материалов. В 1965 году, когда Эрте исполнилось 73 года, он познакомился с создателями галереи Seven Arts Ltd, Эриком и Саломе Эсториками, которые убедили Эрте достать из его архивов коллекции давних рисунков. Благодаря им, в 60-80х годах был снова инициирован интерес к стилю ар-деко. Для галереи Эсториков Эрте выпустил серию литографий. На закате дней оформлял особняки и виллы в Париже, в 70-е годы к его искусству вновь проснулся интерес, благодаря выставке в галерее Нью-Йорка Grossvenor Gallery. После этой выставки вся экспозиция (170 работ) была куплена музеем Метрополитен. Его последняя выставка носила название "Театр в бронзе", а самой известной из его серий работ стал "Алфавит", где в роли букв выступали женские фигуры.
Костюмы Эрте для театра можно было увидеть в постановках Фоли-Бержер (работал с Максом Уэлди с 1919 по 1930 годы), Театр Фемина, Бал Табарин и в кабаре Лидо, с 1950 по 1958 работал для кабаре Парижа La Nouvelle Eve, в 1970-72 создаёт костюмы и декорации для шоу Ролана Пети. Он разрабатывал дизайны костюмов и декораций для фильмов «Бен-Гур: история Христа», «Dance Madness», «The Mystic». Незадолго до смерти создал семь вариантов дизайна для бутылок коньяка Курвуазье, вышедших ограниченным выпуском, в которых продемонстрировал процесс дистилляции и созревания напитка.
Работами Романа Тыртова восхищались Джордж Баланчин и Энди Уорхол. В начале 1970-х, в эпоху нового интереса к «ар-деко», он достиг мировой известности. В 1976 году был награждён французским Орденом Искусств и литературы. В 2016 году в Петербурге в Эрмитаже была проведена первая российская выставка Эрте, на которой было выставлено 136 экспонатов из коллекции Майка Эсторика.